# Balclutha bacchusi
Balclutha bacchusi är en insektsart som beskrevs av Knight 1987. Balclutha bacchusi ingår i släktet Balclutha och familjen dvärgstritar. Inga underarter finns listade i Catalogue of Life.